# Elecciones a la Asamblea de Ceuta de 2003
Las elecciones a la Asamblea de Ceuta de 2003 se celebraron el 25 de mayo. En ellas venció por mayoría absoluta en PP, con Juan Jesús Vivas como Presidente de Ceuta.
| ← Elecciones a la Asamblea de Ceuta de 2003 → |                                               |           |        |       |         |     |
| Presidente y gobierno | Partido                                       | Candidato | Votos  | %     | Escaños | +/- |
| - Alcalde-Presidente: Juan Jesús Vivas - Gobierno: PP - Censo: 56.656 - Votantes: 33.555 (59,2%) - Abstención: 23.145 (40,8%) - Válidos: 33.408 - A candidatura: 33.157 (99,2%) | Partido Popular (PP)                          |           | 20.897 | 63,02 | 19      | +11 |
| - Alcalde-Presidente: Juan Jesús Vivas - Gobierno: PP - Censo: 56.656 - Votantes: 33.555 (59,2%) - Abstención: 23.145 (40,8%) - Válidos: 33.408 - A candidatura: 33.157 (99,2%) | Unión Demócrata Ceutí (UDCE)                  |           | 3.589  | 10,82 | 3       | +3  |
| - Alcalde-Presidente: Juan Jesús Vivas - Gobierno: PP - Censo: 56.656 - Votantes: 33.555 (59,2%) - Abstención: 23.145 (40,8%) - Válidos: 33.408 - A candidatura: 33.157 (99,2%) | Partido Socialista Obrero Español (PSOE)      |           | 2.905  | 8,76  | 2       | =   |
| - Alcalde-Presidente: Juan Jesús Vivas - Gobierno: PP - Censo: 56.656 - Votantes: 33.555 (59,2%) - Abstención: 23.145 (40,8%) - Válidos: 33.408 - A candidatura: 33.157 (99,2%) | Partido Democrático y Social de Ceuta (PDSC)  |           | 1.722  | 5,19  | 1       | -2  |
| - Alcalde-Presidente: Juan Jesús Vivas - Gobierno: PP - Censo: 56.656 - Votantes: 33.555 (59,2%) - Abstención: 23.145 (40,8%) - Válidos: 33.408 - A candidatura: 33.157 (99,2%) | Partido Socialista del Pueblo de Ceuta (PSPC) |           | 1.402  | 4,23  | 0       |     |
| - Alcalde-Presidente: Juan Jesús Vivas - Gobierno: PP - Censo: 56.656 - Votantes: 33.555 (59,2%) - Abstención: 23.145 (40,8%) - Válidos: 33.408 - A candidatura: 33.157 (99,2%) | Partido Independiente Liberal de Ceuta (PIL)  |           | 922    | 2,78  | 0       |     |
| - Alcalde-Presidente: Juan Jesús Vivas - Gobierno: PP - Censo: 56.656 - Votantes: 33.555 (59,2%) - Abstención: 23.145 (40,8%) - Válidos: 33.408 - A candidatura: 33.157 (99,2%) | Federación Ceutí (FC)                         |           | 696    | 2,10  | 0       |     |
| - Alcalde-Presidente: Juan Jesús Vivas - Gobierno: PP - Censo: 56.656 - Votantes: 33.555 (59,2%) - Abstención: 23.145 (40,8%) - Válidos: 33.408 - A candidatura: 33.157 (99,2%) | Unión del Pueblo Ceutí (UPCE)                 |           | 573    | 1,73  | 0       |     |
| - Alcalde-Presidente: Juan Jesús Vivas - Gobierno: PP - Censo: 56.656 - Votantes: 33.555 (59,2%) - Abstención: 23.145 (40,8%) - Válidos: 33.408 - A candidatura: 33.157 (99,2%) | Izquierda Unida (IU)                          |           | 322    | 0,97  | 0       |     |
| - Alcalde-Presidente: Juan Jesús Vivas - Gobierno: PP - Censo: 56.656 - Votantes: 33.555 (59,2%) - Abstención: 23.145 (40,8%) - Válidos: 33.408 - A candidatura: 33.157 (99,2%) | La Falange (FE)                               |           | 129    | 0,39  | 0       |     |
| - Alcalde-Presidente: Juan Jesús Vivas - Gobierno: PP - Censo: 56.656 - Votantes: 33.555 (59,2%) - Abstención: 23.145 (40,8%) - Válidos: 33.408 - A candidatura: 33.157 (99,2%) | Grupo Independiente Liberal (GIL)             |           | N/A    | N/A   | 0       | -12 |
| - Alcalde-Presidente: Juan Jesús Vivas - Gobierno: PP - Censo: 56.656 - Votantes: 33.555 (59,2%) - Abstención: 23.145 (40,8%) - Válidos: 33.408 - A candidatura: 33.157 (99,2%) | En blanco                                     | N/A       | 251    | 0,8   | N/A     | N/A |
| - Alcalde-Presidente: Juan Jesús Vivas - Gobierno: PP - Censo: 56.656 - Votantes: 33.555 (59,2%) - Abstención: 23.145 (40,8%) - Válidos: 33.408 - A candidatura: 33.157 (99,2%) | Nulos                                         | N/A       |        |       | N/A     | N/A |